# Vegas (serie de televisión de 2012)
Vegas es una serie de televisión estadounidense que se estrenó el 25 de septiembre de 2012 en CBS. Protagonizada por Dennis Quaid y Michael Chiklis. El 13 de mayo de 2013 la CBS decide cancelar la serie.

## Argumento
Ambientada en 1960 en Las Vegas, la serie se centra en sheriff Ralph Lamb (Quaid) y su trato con los Chicago mafioso Vincent Savino (Chiklis), que se trasladó al oeste para establecer su propia operación. El personaje de Lamb se basa en un antiguo hacendado de la vida real que sirvió como sheriff del condado de Clark desde 1961 hasta 1979.

## Reparto

### Reparto principal
- Dennis Quaid es Ralph Lamb.
- Michael Chiklis es Vincent Savino.
- Carrie-Anne Moss es Katherine O'Connell.
- Jason O'Mara es Jack Lamb.
- Taylor Handley es Dixon Lamb.
- Sarah Jones es Mia Rizzo.

### Reparto recurrente
- Christian Caparros es Anthony "Big Tuna" Cervelli.
- Miquel Revilla es D.A. Rich Reynolds
- Cristina Hornillos es Yvonne Sánchez.
- Tòfol Borràs es Ted Bennett (alcalde).
- Emili Ferreiro es Borelli.
- Vinessa Shaw es Laura Savino.
- Javier Mayo es Johnny Rizzo.
- Alex Muraday es "Beansy" Cota.

## Episodios
1. Vegas
2. Money Plays
3. All That Glitters
4. (Il)Legitimate
5. Solid Citizens
6. The Real Thing
7. Bad Seeds
8. Exposure
9. Masquerade
10. Estinto
11. Paiutes
12. From This Day Forward
13. Road Trip
14. The Third Man
15. Two of a Kind
16. Little Fish
17. Hollywood Ending
18. Scoundrels
19. Past Lives
20. Unfinished Business
21. Sons of Nevada